# Staatskapelle Halle
A Staatskapelle Halle é uma orquestra alemã baseada na cidade de Halle an der Saale.